# Saint-Doulchard
Saint-Doulchard est une commune française située dans le département du Cher en région Centre-Val de Loire.

## Géographie

### Localisation
La commune de Saint-Doulchard s’étend sur 2 401 hectares, dans la périphérie nord-ouest de la ville de Bourges, et en lisière sud de la Sologne.
Saint-Doulchard fait partie de la communauté d'agglomération de Bourges Plus, agglomération de plus de 100 000 habitants. Elle est située à l'orée de la Sologne, au carrefour des routes qui mènent vers Tours et Orléans et au-delà vers Chartres et Paris. Saint-Doulchard est traversée du nord-ouest au sud par la route nationale 76 et par les lignes SNCF.
| Berry-Bouy | Saint-Éloy-de-Gy | Vasselay |
|            | Saint-Doulchard  |          |
| Marmagne   |                  | Bourges  |

### Climat
Pour des articles plus généraux, voir Climat du Centre-Val de Loire et Climat du Cher.
En 2010, le climat de la commune est de type climat océanique dégradé des plaines du Centre et du Nord, selon une étude du CNRS s'appuyant sur une série de données couvrant la période 1971-2000. En 2020, Météo-France publie une typologie des climats de la France métropolitaine dans laquelle la commune est exposée à un climat océanique altéré et est dans la région climatique Centre et contreforts nord du Massif Central, caractérisée par un air sec en été et un bon ensoleillement.
Pour la période 1971-2000, la température annuelle moyenne est de 11,3 °C, avec une amplitude thermique annuelle de 15,6 °C. Le cumul annuel moyen de précipitations est de 760 mm, avec 11,3 jours de précipitations en janvier et 7,4 jours en juillet. Pour la période 1991-2020, la température moyenne annuelle observée sur la station météorologique la plus proche, située sur la commune de Bourges à 2 km à vol d'oiseau, est de 12,1 °C et le cumul annuel moyen de précipitations est de 742,7 mm,. Pour l'avenir, les paramètres climatiques de la commune estimés pour 2050 selon différents scénarios d'émission de gaz à effet de serre sont consultables sur un site dédié publié par Météo-France en novembre 2022.
| Mois                                  | jan.             | fév.             | mars            | avril           | mai             | juin           | jui.           | août           | sep.           | oct.          | nov.            | déc.           | année      |
| ------------------------------------- | ---------------- | ---------------- | --------------- | --------------- | --------------- | -------------- | -------------- | -------------- | -------------- | ------------- | --------------- | -------------- | ---------- |
| Température minimale moyenne (°C)     | 1,6              | 1,4              | 3,7             | 5,8             | 9,5             | 13             | 14,8           | 14,7           | 11,3           | 8,5           | 4,6             | 2,2            | 7,6        |
| Température moyenne (°C)              | 4,5              | 5,1              | 8,4             | 11,1            | 14,8            | 18,4           | 20,5           | 20,5           | 16,7           | 12,9          | 7,9             | 5              | 12,1       |
| Température maximale moyenne (°C)     | 7,4              | 8,9              | 13,1            | 16,3            | 20,1            | 23,8           | 26,2           | 26,2           | 22,1           | 17,2          | 11,2            | 7,9            | 16,7       |
| Record de froid (°C) date du record   | −20,4 16.01.1985 | −16,4 14.02.1956 | −11,3 01.03.05  | −3,8 04.04.22   | −2,6 07.05.1957 | 3,4 05.06.1969 | 4,6 10.07.1948 | 4,6 22.08.1946 | 1,8 20.09.1962 | −5 30.10.1997 | −9,1 24.11.1998 | −14 20.12.1946 | −20,4 1985 |
| Record de chaleur (°C) date du record | 17,6 30.01.02    | 22,8 27.02.19    | 29,4 25.03.1955 | 29,4 16.04.1949 | 32 27.05.05     | 39,5 27.06.19  | 41,7 25.07.19  | 39,9 10.08.03  | 36,4 04.09.23  | 31,9 02.10.23 | 23,4 07.11.15   | 20 16.12.1989  | 41,7 2019  |
| Ensoleillement (h)                    | 655              | 935              | 1 559           | 1 856           | 2 156           | 2 274          | 2 486          | 2 398          | 194            | 127           | 766             | 595            | 18 889     |
| Précipitations (mm)                   | 58               | 51               | 52,8            | 62              | 75,9            | 58,4           | 63,5           | 53,5           | 56,7           | 74,2          | 69,3            | 67,4           | 742,7      |

## Urbanisme

### Typologie
Au 1er janvier 2024, Saint-Doulchard est catégorisée ceinture urbaine, selon la nouvelle grille communale de densité à 7 niveaux définie par l'Insee en 2022.
Elle appartient à l'unité urbaine de Bourges, une agglomération intra-départementale dont elle est une commune de la banlieue,. Par ailleurs la commune fait partie de l'aire d'attraction de Bourges, dont elle est une commune de la couronne,. Cette aire, qui regroupe 111 communes, est catégorisée dans les aires de 50 000 à moins de 200 000 habitants,.

### Occupation des sols
L'occupation des sols de la commune, telle qu'elle ressort de la base de données européenne d’occupation biophysique des sols Corine Land Cover (CLC), est marquée par l'importance des territoires agricoles (56,9 % en 2018), en diminution par rapport à 1990 (71,2 %). La répartition détaillée en 2018 est la suivante : terres arables (41,2 %), zones urbanisées (27,5 %), prairies (12,7 %), zones industrielles ou commerciales et réseaux de communication (7,7 %), forêts (7 %), zones agricoles hétérogènes (3 %), milieux à végétation arbustive et/ou herbacée (1 %).
L'évolution de l’occupation des sols de la commune et de ses infrastructures peut être observée sur les différentes représentations cartographiques du territoire : la carte de Cassini (XVIIIe siècle), la carte d'état-major (1820-1866) et les cartes ou photos aériennes de l'IGN pour la période actuelle (1950 à aujourd'hui).

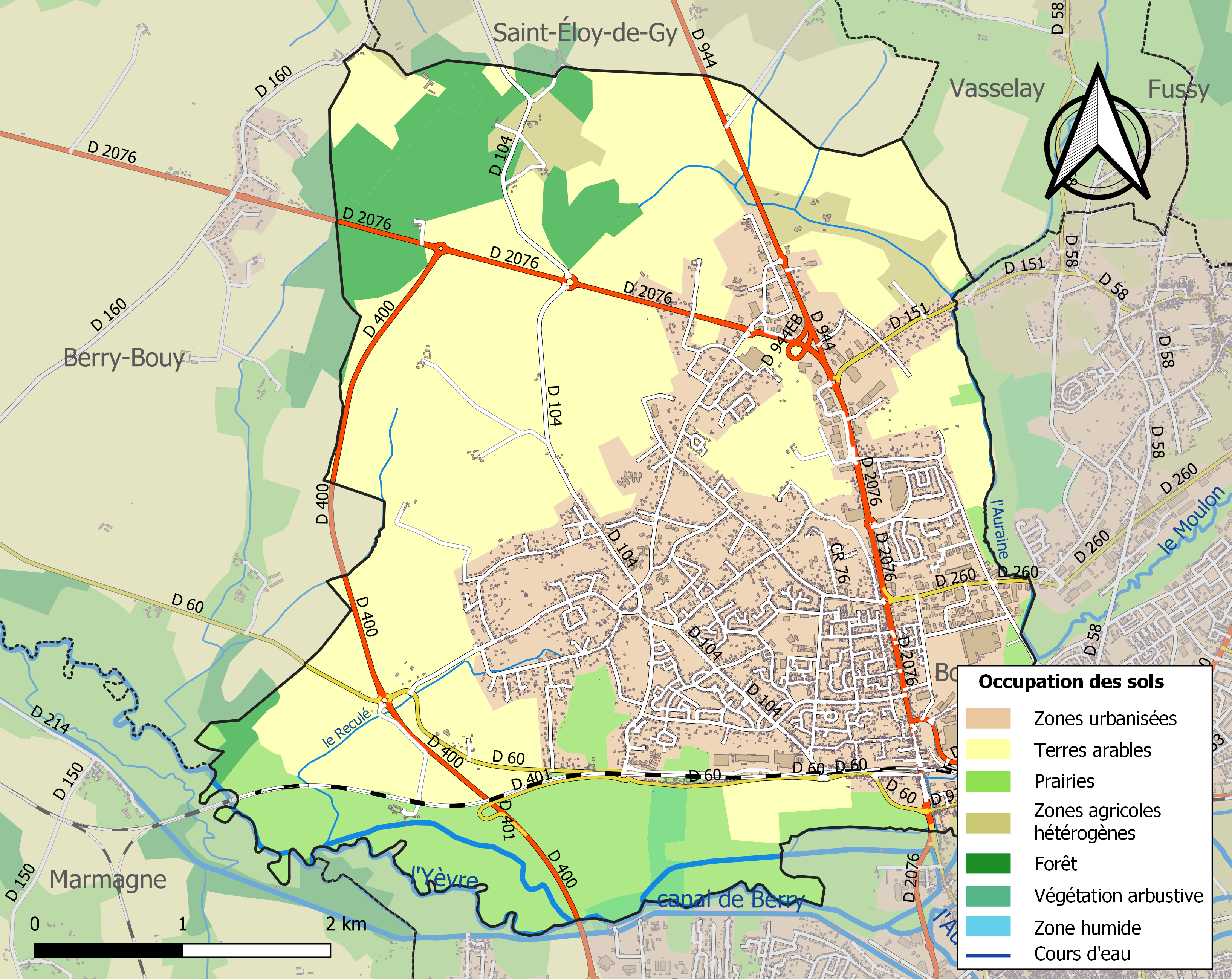
Carte des infrastructures et de l'occupation des sols de la commune en 2018 (CLC).

### Risques majeurs
Le territoire de la commune de Saint-Doulchard est vulnérable à différents aléas naturels : météorologiques (tempête, orage, neige, grand froid, canicule ou sécheresse), inondations, mouvements de terrains et séisme (sismicité faible). Il est également exposé à deux risques technologiques, le transport de matières dangereuses et le risque industriel. Un site publié par le BRGM permet d'évaluer simplement et rapidement les risques d'un bien localisé soit par son adresse soit par le numéro de sa parcelle.

#### Risques naturels
Certaines parties du territoire communal sont susceptibles d’être affectées par le risque d’inondation par débordement de cours d'eau, notamment l'Yèvre et le Moulon. La commune fait partie du territoire à risques importants d'inondation (TRI) de Bourges, un des 21 TRI qui ont été arrêtés fin 2012 sur le bassin Loire-Bretagne et portés à 22 lors de l'actualisation de 2018. Des cartes des surfaces inondables ont été établies pour trois scénarios : fréquent (crue de temps de retour de 10 ans à 30 ans), moyen (temps de retour de 100 ans à 300 ans) et extrême (temps de retour de l'ordre de 1 000 ans, qui met en défaut tout système de protection),. La commune a été reconnue en état de catastrophe naturelle au titre des dommages causés par les inondations et coulées de boue survenues en 1982, 1999 et 2016,.

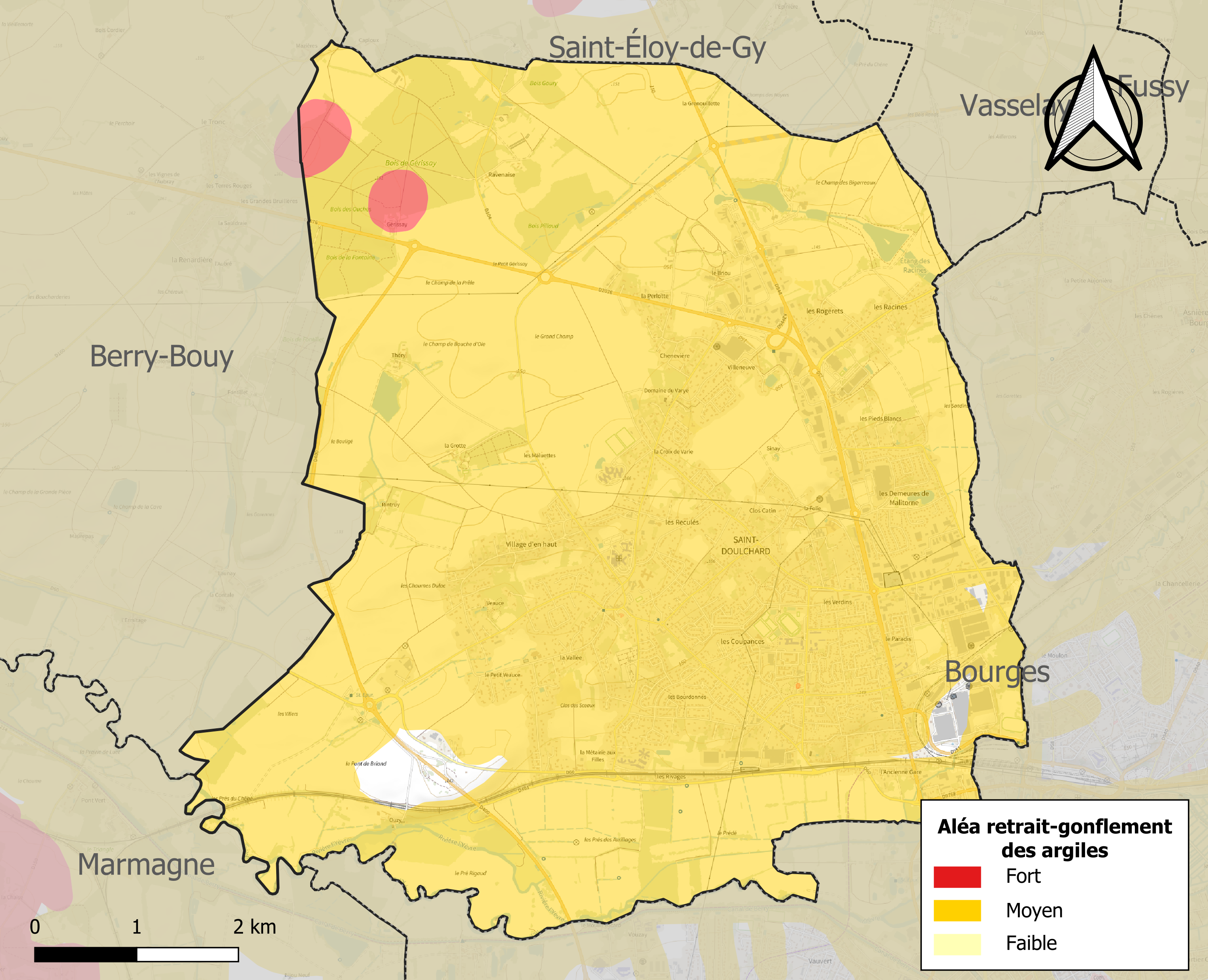
Carte des zones d'aléa retrait-gonflement des sols argileux de Saint-Doulchard.

La commune est vulnérable au risque de mouvements de terrains constitué principalement du retrait-gonflement des sols argileux. Cet aléa est susceptible d'engendrer des dommages importants aux bâtiments en cas d’alternance de périodes de sécheresse et de pluie. 98,1 % de la superficie communale est en aléa moyen ou fort (90 % au niveau départemental et 48,5 % au niveau national). Sur les 3 743 bâtiments dénombrés sur la commune en 2019, 3729 sont en aléa moyen ou fort, soit 100 %, à comparer aux 83 % au niveau départemental et 54 % au niveau national. Une cartographie de l'exposition du territoire national au retrait gonflement des sols argileux est disponible sur le site du BRGM,.
Concernant les mouvements de terrains, la commune a été reconnue en état de catastrophe naturelle au titre des dommages causés par la sécheresse en 1989, 1991, 1997, 2002, 2006, 2011, 2018 et 2019 et par des mouvements de terrain en 1999.

#### Risques technologiques
La commune est exposée au risque industriel du fait de la présence sur son territoire d'une entreprise soumise à la directive européenne SEVESO.
Le risque de transport de matières dangereuses sur la commune est lié à sa traversée par des infrastructures routières ou ferroviaires importantes ou la présence d'une canalisation de transport d'hydrocarbures. Un accident se produisant sur de telles infrastructures est en effet susceptible d’avoir des effets graves au bâti ou aux personnes jusqu’à 350 m, selon la nature du matériau transporté. Des dispositions d’urbanisme peuvent être préconisées en conséquence.

## Histoire

### Préhistoire et Antiquité
En 2020, est découverte dans la commune une sépulture collective du néolithique, correspondant à une période comprise entre 3 100 et 2 900 ans avant J.-C. Il s'agirait de la première découverte de ce genre et dans cette fourchette temporelle dans le Cher. La sépulture comprend au minimum 44 individus.
Dans l'Antiquité nommée Ampeliacum, qui signifie littéralement « coteaux aux vignes », Saint-Doulchard est une terre agricole riche dotée, on le suppose, d'une villa romaine.

### Moyen Âge
Au Moyen Âge, elle accueillera le moine ermite Dulcardus qui lui donnera son nom : Saint-Doulchard. S'implante alors autour des reliques du saint une communauté ecclésiastique inspirée de saint Ursin, l'évangélisateur de la région, avec le couvent des Ursulines. Un village se constitue alors autour de son clocher. La paroisse Sanctus Dulcardus est mentionnée dès 1065.

### Révolution et Empire
Au cours de la Révolution française, la commune porta provisoirement le nom d'Unité-sur-Yèvre.

### Époque contemporaine
Depuis l'implantation du chemin de fer au XIXe siècle, l'installation de l’usine Michelin en 1950, jusqu’à nos jours, la ville à la faveur d’une gestion raisonnée, a su devenir attractive en région Centre. Sa fiscalité modérée[Combien ?] lui permet d’attirer les entreprises, les emplois, dans ses parcs d’activités, et d'accroître sans cesse sa population.
Depuis 2002, la commune a intégré la communauté d’agglomération de Bourges et voit actuellement le transfert de certaines de ces compétences dans les domaines de l’eau, de l’assainissement, de l’environnement et du développement économique.

## Politique et administration

### Tendances politiques et résultats
| Scrutin             | Scrutin             | 1er tour | 1er tour  | 1er tour | 1er tour | 1er tour  | 1er tour | 1er tour | 1er tour | 1er tour | 1er tour | 1er tour | 1er tour | 2d tour | 2d tour | 2d tour | 2d tour | 2d tour | 2d tour |
| Scrutin             | Scrutin             | 1er      | 1er       | %        | 2e       | 2e        | %        | 3e       | 3e       | %        | 4e       | 4e       | %        | 1er     | 1er     | %       | 2e      | 2e      | %       |
| ------------------- | ------------------- | -------- | --------- | -------- | -------- | --------- | -------- | -------- | -------- | -------- | -------- | -------- | -------- | ------- | ------- | ------- | ------- | ------- | ------- |
| Présidentielle 2017 | Présidentielle 2017 |          | EM        | 29,36    |          | LR        | 23,20    |          | FN       | 17,08    |          | LFI      | 16,29    |         | EM      | 71,74   |         | FN      | 28,26   |
| Présidentielle 2022 | Présidentielle 2022 |          | LREM      | 35,89    |          | RN        | 21,87    |          | LFI      | 14,22    |          | LR       | 6,95     |         | LREM    | 64,22   |         | RN      | 35,78   |
| Législatives 2022   | 2e                  |          | MoDem-Ens | 33,93    |          | PCF-Nupes | 23,43    |          | RN       | 19,68    |          | LR       | 12,93    |         | PCF     | 52,13   |         | RN      | 47,87   |
| Législatives 2024   | 2e                  |          | RN        | 33,40    |          | MoDem-Ens | 30,87    |          | PCF-NFP  | 24,28    |          | DVD      | 9,14     |         | PCF     | 55,51   |         | RN      | 44,49   |

### Liste des maires
| Période                                  | Période                   | Identité                  | Étiquette | Qualité |
| ---------------------------------------- | ------------------------- | ------------------------- | --------- | --- |
| Les données manquantes sont à compléter. |                           |                           |           | |
| vers 1965                                |                           | M. Denis                  |           | |
| av. 1974                                 | 1976 (décès)              | Hector Bernard            | DVD       | |
| février 1976                             | 1993 (démission)          | Henri Debord (1913-1997)  | DVD       | Conseiller général de Saint-Doulchard (1982 → 1994) |
| 1993                                     | mars 2001                 | Pierre Hospital           | DVD       | Conseiller général de Saint-Doulchard (1994 → 2001) |
| mars 2001                                | novembre 2001 (démission) | Édouard Rubio             | DVD       | |
| novembre 2001                            | mai 2020                  | Daniel Bézard (1949-2023) | DVD       | Médecin généraliste Vice-président de Bourges Plus |
| mai 2020                                 | En cours                  | Richard Boudet            | DVD       | Directeur de cabinet Conseiller départemental de Saint-Doulchard (2021 → ) 9e vice-président du conseil départemental (2021 → ) 2e vice-président de Bourges Plus (2020 → ) |

### Politique environnementale
Dans son palmarès 2016, le Conseil National des Villes et Villages Fleuris de France a attribué deux fleurs à la commune au Concours des villes et villages fleuris.

### Jumelages
Saint-Doulchard est jumelée avec la ville de Darłowo (Pologne).

## Population et société

### Démographie
L'évolution du nombre d'habitants est connue à travers les recensements de la population effectués dans la commune depuis 1793. Pour les communes de moins de 10 000 habitants, une enquête de recensement portant sur toute la population est réalisée tous les cinq ans, les populations de référence des années intermédiaires étant quant à elles estimées par interpolation ou extrapolation. Pour la commune, le premier recensement exhaustif entrant dans le cadre du nouveau dispositif a été réalisé en 2005.

En 2022, la commune comptait 9 650 habitants, en évolution de +1,73 % par rapport à 2016 (Cher : −2,48 %, France hors Mayotte : +2,11 %).
| 1793 | 1800 | 1806 | 1821 | 1831 | 1836 | 1841 | 1846 | 1851 |
| ---- | ---- | ---- | ---- | ---- | ---- | ---- | ---- | ---- |
| 500  | 397  | 500  | 422  | 506  | 537  | 568  | 619  | 755  |

| 1856 | 1861 | 1866 | 1872 | 1876  | 1881  | 1886  | 1891  | 1896  |
| ---- | ---- | ---- | ---- | ----- | ----- | ----- | ----- | ----- |
| 791  | 842  | 873  | 978  | 1 073 | 1 204 | 1 344 | 1 356 | 1 379 |

| 1901  | 1906  | 1911  | 1921  | 1926  | 1931  | 1936  | 1946  | 1954  |
| ----- | ----- | ----- | ----- | ----- | ----- | ----- | ----- | ----- |
| 1 554 | 1 555 | 1 576 | 1 569 | 1 649 | 1 784 | 1 915 | 2 473 | 2 582 |

| 1962  | 1968  | 1975  | 1982  | 1990  | 1999  | 2005  | 2006  | 2010  |
| ----- | ----- | ----- | ----- | ----- | ----- | ----- | ----- | ----- |
| 4 552 | 5 274 | 6 609 | 7 928 | 9 149 | 9 018 | 9 048 | 9 020 | 9 197 |

| 2015  | 2020  | 2022  | - | - | - | - | - | - |
| ----- | ----- | ----- | - | - | - | - | - | - |
| 9 431 | 9 664 | 9 650 | - | - | - | - | - | - |

### Médias

#### Presse écrite
- Le Berry républicain
- La Bouinotte

#### Radios
- France Bleu Berry
- RCF en Berry
- Vibration
- Radio Numéro 1

#### Télévision
- France 3 Centre-Val de Loire

## Économie
Saint-Doulchard est une ville active économiquement, son dynamisme se reflète à travers les nombreux territoires en mutation actuellement, des nouveaux quartiers et lotissements qui bourgeonnent aux périphéries de la ville, aux anciens quartiers et faubourgs proches du cœur de l’agglomération berruyère en cours de revitalisation : cette ville de taille moyenne est riche en projets d'aménagements[Lesquels ?].

## Culture locale et patrimoine

### Lieux et monuments
Église

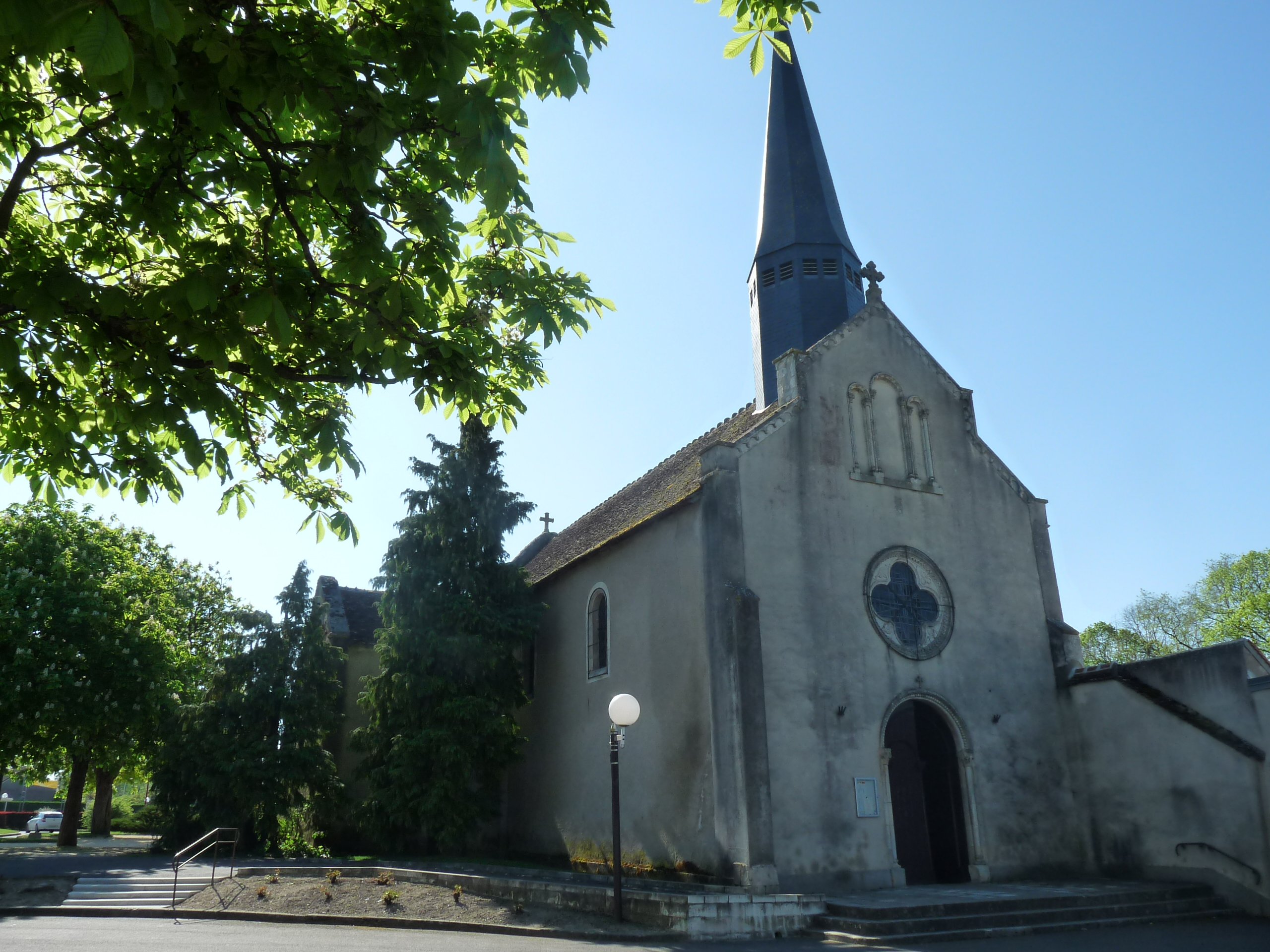
Église de Saint-Doulchard.

L'église du bourg de style roman a été construite au XIe siècle ; elle a été restaurée au XXe siècle et possède un reliquaire de forme élégante de style Louis XV. C'est dans ce reliquaire que se trouvent les reliques des saints Fructueux, Reparat et Illuminat. On suppose qu'il contient également des reliques de saint Doulchard. Ces reliques faisaient autrefois l'objet d'un pieux pèlerinage.
L'église détient une peinture du XVIIe siècle.
Château de Varye

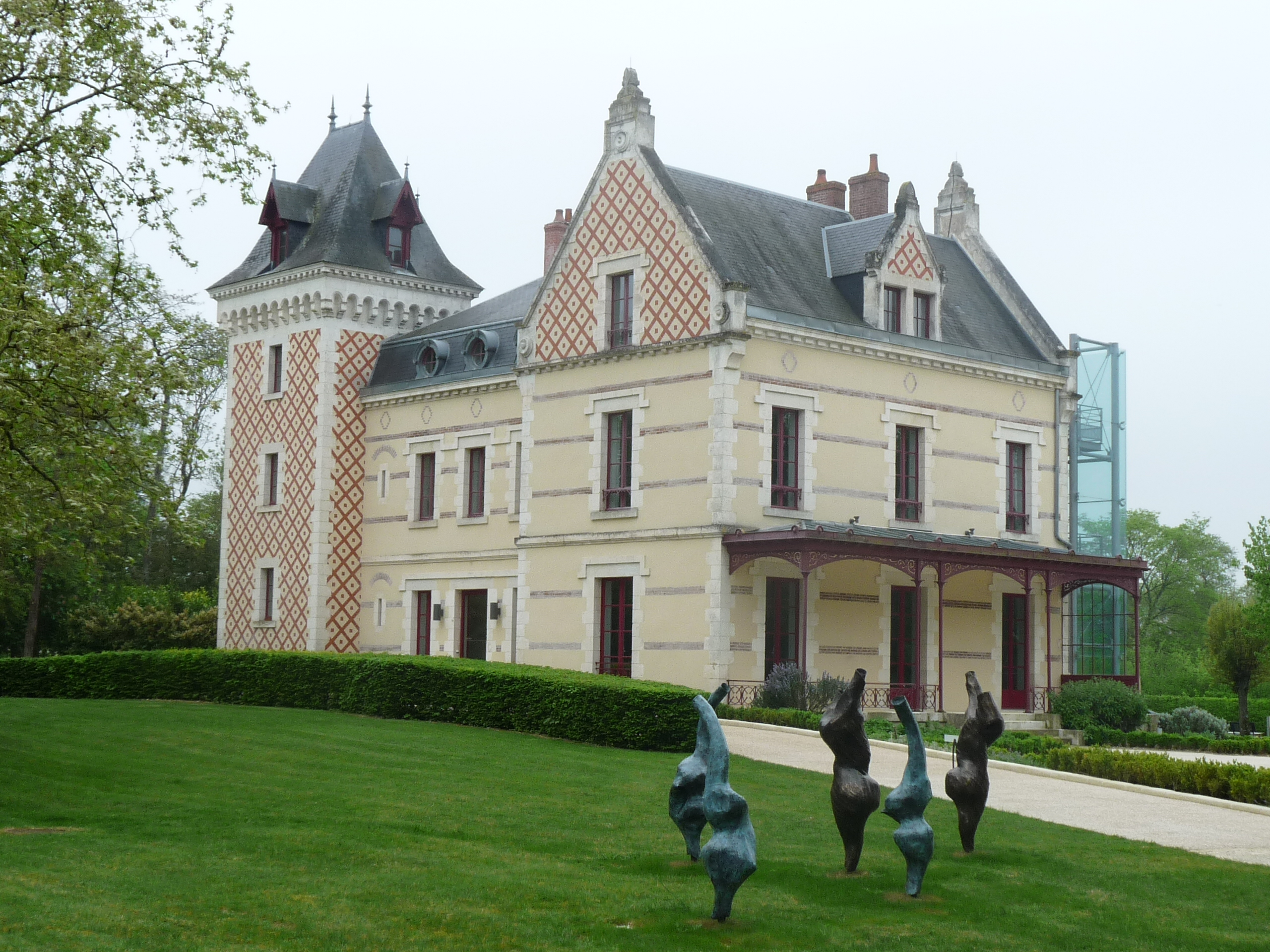
Château de Varye.

Le château de Varye, construit en 1870 sur trois niveaux, est devenu un haut lieu culturel autour de la peinture, de la musique, de la littérature et autres.
Le domaine de Varye jouit d'un parc d'une superficie de quatre hectares environ. Le domaine est ouvert au public depuis la réhabilitation du château.
Au cœur du domaine de Varye, un gîte d'étape d'une capacité d'accueil de 19 couchages reçoit les enfants du centre de loisirs ou des particuliers.
Château de Vouzay
Le château de Vouzay est connu pour avoir été la retraite de l'abbé de Choisy.
Le couvent des Annonciades
est un haut lieu spirituel de Saint-Doulchard.

### Personnalités liées à la commune
- Philippe-Ernest Legrand (1866-1953), normalien helleniste.
- Alfred Stanke (1904-1975), repose au cimetière communal, moine-soldat allemand d'une bonté admirable qui, pendant l'Occupation, a apaisé les souffrances des prisonniers aux mains de la Gestapo. Célébré par le film Le Franciscain de Bourges.
- Patrick Le Seyec, dirigeant dans le football et entrepreneur, né en décembre 1950 à Saint-Doulchard.
- Brigitte Simonetta, speakerine puis présentatrice sur Antenne 2 dans les années 1980, est originaire de Saint-Doulchard.
- Bernard Diomède, né en 1974 à Saint-Doulchard (champion du monde de football en 1998, vainqueur de la coupe de France en 1996, du championnat de France en 1996 et de la coupe Gambardella).
- Loïc Jacquet, international français de rugby à XV évoluant au poste de 2e ligne à l'AS Montferrandaise, y est né le 31 mars 1985.
- Mustapha El Atrassi, humoriste d'origine marocaine, né en août 1985 à Saint-Doulchard.
- François Göske, acteur franco-allemand vivant à Munich, est né à Saint-Doulchard le 18 mars 1989.
- William Bonnet, coureur cycliste français, né le 25 juin 1982 à Saint-Doulchard.
- Raphaël Wignanitz, gymnaste artistique, né le 1er août 1984 à Saint-Doulchard.
- Rémi Camus, explorateur et aventurier, né le 17 juillet 1985 à Saint-Doulchard.
- Romain Girouille, archer (champion d'Europe individuel 2010), né le 26 avril 1988 à Saint-Doulchard.
- Charlotte Bilbault, footballeuse internationale, née le 5 juin 1990 à Saint-Doulchard.
- P.R2B, à l'état civil Pauline Rambeau de Baralon, auteure-compositrice-interprète née le 26 novembre 1990 à Saint-Doulchard.
- Romain Combaud, coureur cycliste, né le 1er avril 1991 à Saint-Doulchard.
- François Alu, danseur étoile né en 1993 à Saint-Doulchard.
- Morgan Sanson, footballeur, né le 18 août 1994 à Saint-Doulchard.
- Baptiste Santamaria, footballeur, né le 9 mars 1995 à Saint-Doulchard.
- Mathieu Cafaro, footballeur, né le 25 mars 1997 à Saint-Doulchard.
- Gaël Tribillon, handballeur professionnel né le 2 mars 1998 à Saint-Doulchard.